# Acrosynanthus ovatus
Acrosynanthus ovatus är en måreväxtart som beskrevs av Ignatz Urban. Acrosynanthus ovatus ingår i släktet Acrosynanthus och familjen måreväxter. Inga underarter finns listade i Catalogue of Life.